# Chorváty
Chorváty, ungarisch Tornahorváti (bis 1948 slowakisch „Horváty“  – bis 1927 auch „Horvátík“; bis 1907 ungarisch Horváti) ist eine Gemeinde im Osten der Slowakei mit 99 Einwohnern (Stand 31. Dezember 2024), die zum Okres Košice-okolie, einem Teil des Košický kraj, gehört.

## Geographie
Die Gemeinde befindet sich im südwestlichen Teil des Talkessels Košická kotlina auf der linksseitigen Flurterrasse Bodva, kurz nachdem sie die rechtsseitige Turňa aufgenommen hat, mit kleineren Teilen südlich des Ortes im Hügelland Bodvianska pahorkatina, wo die Staatsgrenze zu Ungarn verläuft. Das Ortszentrum liegt auf einer Höhe von 192 m n.m. und ist 15 Kilometer von Moldava nad Bodvou sowie 44 Kilometer von Košice entfernt.
Nachbargemeinden sind Hosťovce im Norden, Turnianska Nová Ves im Nordosten und Osten, Tornaszentjakab (H) im Süden und Hidvégardó (H) im Westen.

## Geschichte

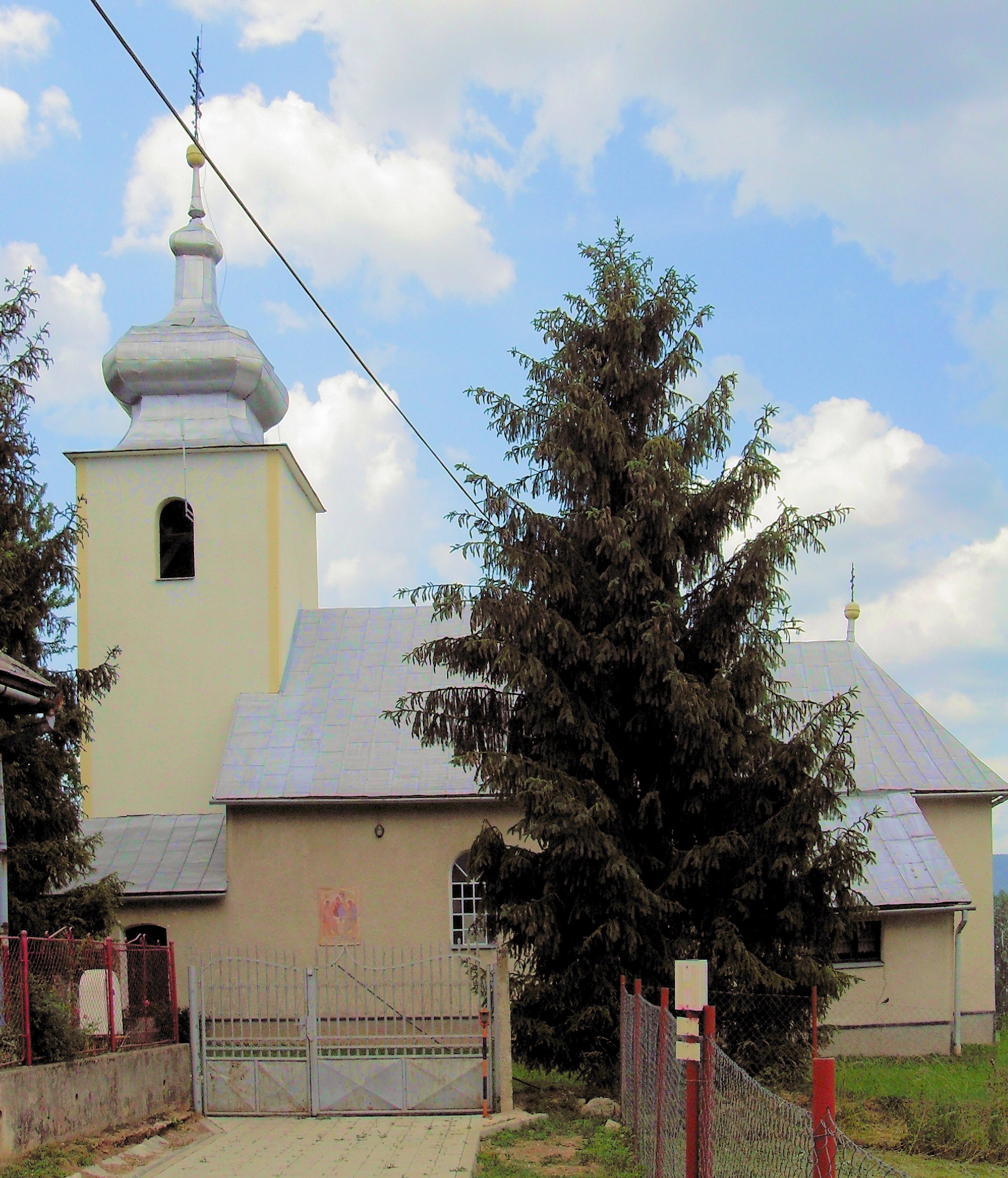
Griechisch-katholische Kirche

Chorváty wurde zum ersten Mal 1247 als Huruati schriftlich erwähnt und war damals Teil des Herrschaftsgebiets der Burg Tornau, später war es Besitz des Geschlechts Horváthy. 1564 gab es zwei Porta, 1720 wohnten hier 20 Haushalte. Nach einer Kirchenstatistik aus dem Jahr 1764 wohnten im Ort 233 Einwohner.
Bis 1918/1919 gehörte der im Komitat Abaúj-Torna (bis 1881 Komitat Torna) liegende Ort zum Königreich Ungarn und kam danach zur Tschechoslowakei beziehungsweise heute Slowakei. Auf Grund des Ersten Wiener Schiedsspruchs lag er von 1938 bis 1944 noch einmal in Ungarn.
1964 schlossen sich die Orte Hosťovce, Chorváty und Turnianska Nová Ves zur Gemeinde Nová Bodva zusammen. 1991 kam es zur Auflösung dieser Gemeinde und Chorváty ist seither wieder eine selbstständige Gemeinde.

## Bevölkerung
| Jahr                | 1994 | 2004     | 2014    | 2024 |
| ------------------- | ---- | -------- | ------- | ---- |
| Anzahl der Personen | 113  | 97       | 100     | 99   |
| Unterschied         |      | −14,15 % | +3,09 % | −1 % |

| Jahr                | 2023 | 2024 |
| ------------------- | ---- | ---- |
| Anzahl der Personen | 99   | 99   |
| Unterschied         |      | +0 % |

Gemäß der Volkszählung 2011 wohnten in Chorváty 102 Einwohner, davon 76 Magyaren und 26 Slowaken.
51 Einwohner bekannten sich zur römisch-katholischen Kirche, 45 Einwohner zur griechisch-katholischen Kirche und sechs Einwohner zur reformierten Kirche.

## Bauwerke und Denkmäler
- griechisch-katholische Kirche der Entschlafung der Gottesmutter

## Verkehr
Nahe Chorváty passiert die Straße 3. Ordnung 3300, mit Verbindungen nach Hosťovce und Turnianska Nová Ves. Der nächste Bahnanschluss ist in Turňa nad Bodvou an der Bahnstrecke Barca–Rožňava.